# Chad Kroeger
Chad Robert Kroeger (rojen kot Chad Robert Turton), kanadski pevec, kitarist in tekstopisec, * 15. november 1974, Hanna, Alberta, Kanada.
Kroeger je glavni pevec skupine Nickelback. 

## Biografija
Rodil se je 15. novembra 1974 v Hanni v Kanadi, pod imenom Chad Robert Turton. Igranja kitare se je naučil že pri 13 letih, leta 1990 pa je nastopal s skupino, v kateri sta bila tudi sedajšnja člana Nickelback, Mike Kroeger in Ryan Peake. Po razpadu te skupine so ustanovili Nikckelback. 
Leta 2002 je Chad Kroeger skupaj z  Joseyjem Scottom (pevec skupine Saliva), Tylerjem Connollyem (glavni pevec skupine Theory of a Deadman)in Jeremyjem Taggartom (bobnar skupine Our Lady Peace) posnel pesem Hero za film Spider-Man.